# It Won't Be Soon Before Long
《It Won't Be Soon Before Long》(잇 원트 비 순 비포 롱)은 미국의 팝 록 밴드 마룬 5의 두 번째 정규 음반이다. 2007년 5월 22일에 발매되었으며, 음반의 이름은 투어 중 그들 스스로 동기부여를 하기 위해서 지은 것에서 유래 된다. 이 음반은 미국 빌보드 200에서 1위로 데뷔하였으며, 첫 주에만 430,000장의 판매를 하였다. 2011년 기준, 전세계적으로 약 5,000,000장의 판매고를 올렸으며, 전 멤버 라이언 두식이 음악 감독으로서 참여하였다.
대한민국과 오스트레일라아에만 한정으로 대한민국/오스트레일리아 한정 딜럭스반(It Won't Be Soon Before Long:Korean/Australian Limited Deluxe Edition)이 발매되었으며, 내용물을 간소화해 가격을 낮춘 대한민국 특별반(It Won't Be Soon Before Long:Special Korea Edition)이 같이 발매되었다.

## 배경
It Won't Be Soon Before Long은 12곡의 기본 곡들과 6개의 보너스 곡들을 수록하고 있다. 마룬 5가 밝히길 이 음반은 Songs About Jane과 다른 느낌이라고 하였다. 음반 수록곡들은 전작처럼 개인적인 사적 관계에 관한 곡들이 아니며, 첫 번째 음반과는 다르게 전자음과 토킹 헤즈, 마이클 잭슨, 프린스의 영감을 받았다. 음반 발매 후 레트로풍이라는 평가가 있었다. 애덤 리바인이 설명하길 이 음반은 조금 더 자신감 있으며, 가사적으로도 강력하다고 하였다.
그에 따르면 다른 음악가들과 작업한 것이 이 음반에 영향을 주었다고 한다. 덧붙이길, "카니예 웨스트와 앨리샤 키스는 각기 다른 분야에서 엄청 뛰어나요. 스튜디오에서 그들 같이 엄청난 이들이 작업하는 것을 보았죠. 저는 그들에게서 얻은 것들이 있어요."
"Nothing Lasts Forever"의 코러스는 애덤 리바인이 피처링한 카니예 웨스트의 싱글 "Heard 'Em Say"에서도 사용되었다. 또한 이 곡은 영화 《나의 특별한 사랑이야기》의 트레일러에 사용되었다.

## 평가
이 음반은 《롤링 스톤》이 선정한 "2007년 50대 음반"에서 32위를 차지하였다.

## 음반 홍보
- 마룬 5는 6월에 6일동안 클럽 투어를 하였다. (보스턴 (5월 30일), 샌프란시스코 (6월 1일), 로스앤젤레스 (6월 2일), 미네아폴리스 (6월 7일), 마이애미 (6월 9일), 뉴욕 (6월 11일))[9]
- 3월 31일 - 2007년 키즈 초이스 어워드에서 첫 싱글 "Makes Me Wonder"를 발표하였다. 어린 연령대의 관객들을 위해서 가사가 약간 수정된 버전으로 라이브 무대를 가졌다.
- 5월 16일 – 《아메리칸 아이돌》
- 5월 18일 – 나소 베테랑스 메모리얼 콜리세움
- 5월 19일 – 《새러데이 나이트 라이브》에서 "Makes Me Wonder"와 "Won't Go Home Without You" 공연
- 5월 21일 – 《제이 레노 쇼》에서 "Makes Me Wonder"와 "This Love" 공연
- 5월 23일 – 《엘런 쇼》에서 "Makes Me Wonder" 공연 및 애덤 리바인의 인터뷰
- 5월 29일 – 《TRL》에서 "Makes Me Wonder"와 "Won't Go Home Without You" 공연
- 6월 12일 – 《레이트 쇼 위드 데이비드 레터맨》에서 "Makes Me Wonder" 공연
- 6월 22일 – 영국의 《T4 온 더 비치》에서 "Wake Up Call", "Makes Me Wonder", "This Love" 공연
- 7월 1일 – 오스트레일리아의 《로브 라이브》에서 "Makes Me Wonder" 공연

## 수록곡 목록

### 스탠다드반
전체 작사·작곡: 모든 곡은 애덤 리바인에 의해서 작사작곡되었으나 해당되지 않는 곡은 표기하였다.
| #             | 제목                                                                | 재생 시간 |
| ------------- | ------------------------------------------------------------------- | --------- |
| 1.            | 〈"If I Never See Your Face Again" (애덤 리바인, 제임스 밸런타인)〉 | 3:21      |
| 2.            | 〈"Makes Me Wonder" (애덤 리바인, 제시 카마이클, 미키 매든)〉       | 3:31      |
| 3.            | 〈"Little Of Your Time"〉                                           | 2:17      |
| 4.            | 〈"Wake Up Call" (애덤 리바인, 제임스 밸런타인)〉                   | 3:21      |
| 5.            | 〈"Won't Go Home Without You"〉                                     | 3:51      |
| 6.            | 〈"Nothing Lasts Forever"〉                                         | 3:07      |
| 7.            | 〈"Can't Stop" (애덤 리바인, 제임스 밸런타인)〉                     | 2:32      |
| 8.            | 〈"Goodnight Goodnight"〉                                           | 4:03      |
| 9.            | 〈"Not Falling Apart"〉                                             | 4:03      |
| 10.           | 〈"Kiwi" (애덤 리바인, 제임스 밸런타인)〉                           | 3:34      |
| 11.           | 〈"Better That We Break"〉                                          | 3:06      |
| 12.           | 〈"Back At Your Door" (애덤 리바인, 제시 카마이클)〉                | 4:47      |
| 총 재생 시간: | 총 재생 시간:                                                       | 40:32     |

| #   | 제목                                                                                 | 재생 시간 |
| --- | ------------------------------------------------------------------------------------ | --------- |
| 13. | 〈"Figure It Out" (아이튠즈)〉                                                       | 2:59      |
| 14. | 〈"Infatuation" (아시아, 브라질, 영국, 오스트레일리아, 멕시코, 뉴질랜드, 아이튠즈)〉 | 4:25      |
| 15. | 〈"Until You're Over Me" (영국, 오스트레일리아, 뉴질랜드, 일본)〉                    | 3:15      |
| 16. | 〈"Losing My Mind" (베스트 바이, 일본)〉                                             | 3:21      |
| 17. | 〈"Miss You Love You" (미국 베스트 바이)〉                                           | 3:15      |
| 18. | 〈"Story" (미국 Circuit City)〉                                                      | 4:33      |

### 대한민국/오스트레일리아 한정 딜럭스반
| #   | 제목                                                            | 재생 시간 |
| --- | --------------------------------------------------------------- | --------- |
| 13. | 〈"Until You're Over Me"〉                                      | 3:15      |
| 14. | 〈"Infatuation"〉                                               | 4:25      |
| 15. | 〈"Losing My Mind"〉                                            | 3:21      |
| 16. | 〈"Wake Up Call" (Mark Ronson 리믹스 Feat. 메리 J. 블라이즈)〉  | 3:16      |
| 17. | 〈"The Way I Was" (애덤 리바인, 제임스 밸런타인, 라이언 두식)〉 | 4:20      |
| 18. | 〈"Story"〉                                                     | 4:33      |
| 19. | 〈"Won't Go Home Without You" (어쿠스틱)〉                      | 4:06      |

| #  | 제목                                          | 재생 시간 |
| -- | --------------------------------------------- | --------- |
| 1. | 〈"Makes Me Wonder" (뮤직 비디오)〉           |           |
| 2. | 〈"Wake Up Call (감독판)" (뮤직 비디오)〉     |           |
| 3. | 〈"Won't Go Home Without You" (뮤직 비디오)〉 |           |
| 4. | 〈"Makes Me Wonder" (라이브)〉                |           |
| 5. | 〈"This Love" (라이브)〉                      |           |
| 6. | 〈"Sunday Morning" (라이브)〉                 |           |

## 재발매
It Won't Be Soon Before Long은 2008년 6월 29일에 오스트레일리아에서 재발매되었고, 2008년 7월 8일에 전세계에 발매되었다. 재발매반은 4개의 뮤직 비디오와 2007년 6월 13일에 캐나다 퀘벡주 몬트리올에서 녹화된 콘서트 영상이 포함되어있다. 또한 재발매반은 기존의 12곡과 5곡의 B-사이드 곡들을 포함한다. ("Infatuation", "Miss You Love You", "Until You're Over Me", "Story"와 "Losing My Mind") 또한 리한나가 피처링한 "If I Never See Your Face Again"도 수록되었다. 오스트레일리아와 영국 발매반은 한 곡의 보너스 트랙이 더 수록되었다. (메리 J. 블라이즈가 피처링한 "Wake Up Call"의 마크 론슨(Mark Ronson) 리믹스 버전)
오스트레일리아 발매반의 CD는 "스페셜 에디션"만 구매 가능하였고, 한정판 딜럭스반에 DVD가 이미 있기 때문에 DVD가 포함되지 않았다. 영국 발매반 역시 DVD 미포함이다.
CD
- 스탠다드반 12곡

전 세계 발매반
13. "If I Never See Your Face Again" (Feat. 리한나) 3:18 

14. "Infatuation" 4:25 

15. "Miss You Love You" 3:11 

16. "Until You're Over Me" 3:17 

17. "Story" 4:33 

18. "Losing My Mind" 3:21
영국/오스트레일리아 발매반
13. "Until You're Over Me" 3:17 

14. "Infatuation" 4:25 

15. "If I Never See Your Face Again" (Feat. 리한나) 3:18 

16. "Wake Up Call" (마크 론슨(Mark Ronson) 리믹스 Feat. 메리 J. 블라이즈) 3:13 

17. "Story" 4:33 

18. "Losing My Mind" 3:21 

19. "Miss You Love You" 3:11
DVD
캐나다 퀘백 주 몬트리올 라이브 공연 실황 – 2007년 6월 13일
1. "If I Never See Your Face Again" 4:14
2. "Makes Me Wonder" 4:36
3. "Harder To Breathe" 2:54
4. "The Sun" 8:21
5. "Secret" 5:38
6. "Shiver" 5:28
7. "Won't Go Home Without You" 3:40
8. "Sunday Morning" 5:47
9. "Little Of Your Time" 3:42
10. "Sweetest Goodbye" 11:27
11. "She Will Be Loved" 4:41
12. "This Love" 5:09

뮤직 비디오
1. "Makes Me Wonder"
2. "Wake Up Call"
3. "Won't Go Home Without You"
4. "If I Never See Your Face Again" (Feat. 리한나)

## 싱글
| 싱글 목록                                                                                      |
| ---------------------------------------------------------------------------------------------- |
| "Makes Me Wonder" - 발매일: 2007년 3월 27일                                                    |
| "Wake Up Call" - 발매일:2007년 7월 17일                                                        |
| "Won't Go Home Without You" - 발매일: 2007년 11월 29일                                         |
| "If I Never See Your Face Again" - 발매일: 2008년 5월 2일 (아이튠즈), 2008년 5월 13일 (라디오) |
| "Goodnight Goodnight" - 발매일: 2008년 8월 21일 (비디오), 2008년 11월 3일 (브라질)             |

- "Nothing Lasts Forever"는 싱글이 아님에도 불구하고, 빌보드 Bubbling Under Hot 100 차트에서 23위, 빌보드 핫 100에서 124위를 하였다.[12]

## 차트 성적
| \| 차트 \| 최고 순위 \| \| ------------------------------- \| --------- \| \| 오스트레일리아 음반 차트[13] \| 5 \| \| 캐나다 음반 차트[14] \| 2 \| \| 콜롬비아 음반 차트[15] \| 1 \| \| 네덜란드 음반 차트[16] \| 4 \| \| 에스토니아 음반 차트[17] \| 1 \| \| 프랑스 음반 차트 \| 13 \| \| 프랑스 음반 다운로드 차트[18] \| 3 \| \| 독일 음반 차트[19] \| 6 \| \| 아일랜드 음반 차트[20][21] \| 3 \| \| 이탈리아 음반 차트[22] \| 4 \| \| 일본 음반 차트(오리콘)[23] \| 3 \| \| 멕시코 음반 차트[24] \| 3 \| \| 뉴질랜드 음반 차트(RIANZ)[25] \| 2 \| \| 노르웨이 음반 차트[26] \| 7 \| \| 스페인 음반 차트[15] \| 6 \| \| 대한민국 음반 차트(MIAK)[27] \| 1 \| \| 스위스 음반 차트[28] \| 6 \| \| 타이완 5-뮤직 웨스턴 차트[29] \| 2 \| \| 타이완 G-뮤직 웨스턴 차트[30] \| 2 \| \| 타이완 음반 차트[31] \| 5 \| \| 영국 음반 차트[32] \| 1 \| \| 미국 빌보드 200 \| 1 \| \| 미국 톱 모던 록/얼터너티브 음반 \| 5 \| |           |
| 차트 | 최고 순위 |
| 오스트레일리아 음반 차트 | 5         |
| 캐나다 음반 차트 | 2         |
| 콜롬비아 음반 차트 | 1         |
| 네덜란드 음반 차트 | 4         |
| 에스토니아 음반 차트 | 1         |
| 프랑스 음반 차트 | 13        |
| 프랑스 음반 다운로드 차트 | 3         |
| 독일 음반 차트 | 6         |
| 아일랜드 음반 차트 | 3         |
| 이탈리아 음반 차트 | 4         |
| 일본 음반 차트(오리콘) | 3         |
| 멕시코 음반 차트 | 3         |
| 뉴질랜드 음반 차트(RIANZ) | 2         |
| 노르웨이 음반 차트 | 7         |
| 스페인 음반 차트 | 6         |
| 대한민국 음반 차트(MIAK) | 1         |
| 스위스 음반 차트 | 6         |
| 타이완 5-뮤직 웨스턴 차트 | 2         |
| 타이완 G-뮤직 웨스턴 차트 | 2         |
| 타이완 음반 차트 | 5         |
| 영국 음반 차트 | 1         |
| 미국 빌보드 200 | 1         |
| 미국 톱 모던 록/얼터너티브 음반 | 5         |

## 인증
| 국가                                                  | 인증          | 판매량/출하량 |
| ----------------------------------------------------- | ------------- | ------------- |
| 오스트레일리아 (ARIA)                                 | 플래티넘      | 70,000^       |
| 캐나다 (뮤직 캐나다)                                  | 플래티넘      | 100,000^      |
| 아일랜드 (IRMA)                                       | 골드          | 7,500^        |
| 이탈리아 (FIMI)                                       | 골드          | 40,000*       |
| 일본 (RIAJ)                                           | 플래티넘      | 250,000^      |
| 멕시코 (AMPROFON)                                     | 플래티넘+골드 | 150,000^      |
| 뉴질랜드 (RMNZ)                                       | 골드          | 7,500^        |
| 노르웨이 (IFPI 노르웨이)                              | 골드          | 20,000*       |
| 싱가포르 (RIAS)                                       | 골드          | 5,000*        |
| 러시아 (NFPF)                                         | 플래티넘      | 20,000*       |
| 영국 (BPI)                                            | 플래티넘      | 300,000^      |
| 미국 (RIAA)                                           | 2× 플래티넘   | 2,000,000^    |
| *판매량을 기반으로 한 인증 ^출하량을 기반으로 한 인증 |               |               |

## 발매

### 발매일
스탠다드반
| 국가                      | 발매일          |
| ------------------------- | --------------- |
| 일본                      | 2007년 5월 16일 |
| 벨기에                    | 2007년 5월 18일 |
| 아일랜드                  | 2007년 5월 18일 |
| 이탈리아                  | 2007년 5월 18일 |
| 네덜란드                  | 2007년 5월 18일 |
| 스위스                    | 2007년 5월 18일 |
| 오스트레일리아            | 2007년 5월 19일 |
| 프랑스                    | 2007년 5월 21일 |
| 영국                      | 2007년 5월 21일 |
| 대한민국                  | 2007년 5월 22일 |
| 미국                      | 2007년 5월 22일 |
| 캐나다                    | 2007년 5월 22일 |
| 스웨덴                    | 2007년 5월 23일 |
| 브라질                    | 2007년 5월 24일 |
| 독일                      | 2007년 5월 25일 |
| 대한민국 (한정 딜럭스반)  | 2008년 2월 19일 |
| 대만 (딜럭스반)           | 2008년 3월 7일  |
| 오스트레일리아 (딜럭스반) | 2008년 3월 15일 |

재발매반
| 지역           | 발매일          |
| -------------- | --------------- |
| 오스트레일리아 | 2008년 6월 29일 |
| 미국           | 2008년 7월 8일  |

## 제작
마룬 5
- 애덤 리바인 - 리드 보컬, 기타
- 제시 카마이클 - 건반, 피아노, 보컬
- 미키 매든 - 베이스 기타, 보컬
- 제임스 밸런타인 - 기타, 보컬
- 맷 플린 - 드럼, 타악기

추가적인 음악가
- 라이언 두식 - 음악 감독
- David Campbell – 현악기, 호른 (작곡 및 지휘)
- 마이크 엘리존도(Mike Elizondo) – 추가적인 건반, 피아노, 베이스 기타
- Lenny Castro – 타악기
- Bill Reichenbach – 호른
- Daniel Higgins – 호른
- Gary Grant – 호른
- Jerry Hey – 호른
- 라시다 존스 – 추가적인 보컬
- Adam MacDougall – 추가적인 건반
- Matt Teal – 추가적인 건반
- 마크 엔더트(Mark Endert) – 추가적인 건반, 믹싱, 작곡
- 리한나 - 보컬
- 메리 제이 블라이즈 - 보컬